# Emiliána z Říma
Svatá Emiliána z Říma byla římská panna, dcera senátora Gordiana a svaté Silvie Římské. Její sestra byla svatá Tarsila, byla také tetou svatého papeže Řehoře I. Velikého a neteří svatého papeže Felixe III. Strávila tolik času v modlitbě na kolenou, že je měla zcela zničená. Ona a její sestra žily jako poustevnice v domě svého otce až do Tarsiliny smrti. Emiliána zemřela o několik dní později.
Její ostatky se nacházejí v oratoři svatého Ondřeje na Caeliu v Římě.
Její svátek se slaví 24. prosince. Původně byl slaven 5. ledna.